# شيلداو
شيلداو (بالألمانية: Schildau) هي قرية تقع في ألمانيا في Belgern-Schildau. يقدر عدد سكانها بـ 3,522 نسمة .

## أعلام
- روت كرافت